# Sōichirō Yamamoto
Sōichirō Yamamoto (山本崇一朗 Yamamoto Sōichirō?, nacido el 31 de mayo de 1986) es un mangaka de origen japonés, conocido mayormente por su obra Karakai Jōzu no Takagi-san.

## Obras
-Ashita wa Doyoubi (あしたは土曜日 - "mañana es sábado"). Spin-off de Karakai Jōzu no Takagi-san, centrado en Mina, Sanae y Yukari. (7 de noviembre del 2014 - noviembre de 2015).
-Fudatsuki no Kyouko-chan (ふだつきのキョーコちゃん, 12 de agosto de 2013 - 11 de junio de 2016).
-Kaijuu no Tokage (怪獣のトカゲ Lagarto monstruo, One-shot publicado el 2 de noviembre de 2016).
-Karakai Jozu no Takagi-san (からかい上手の高木さん Takagi, la maestra de las bromas, 12 de junio del 2012 - 2023). Conto 117 capitulos en el manga, 3 temporadas anime, una pelicula anime y una representación en accion real en 2024
Karakai Jozu no (moto) Takagi-san (か ら か い 上手 の （元） 高木 さ ん Takagi, la (ex) maestra de las bromas, agosto del 2018 - 2024). Continuación de Takagi-san ahora con su hija Chi.
-Kunoichi Tsubaki no Mune no Uchi (くノ一ツバキの胸の内 "dentro del corazón de Tsubaki Kunoichi", 12 de enero del 2018 - presente).
-Matsumoto Eiko wa Futsuu no Ko (松本エーコは普通の子 "Matsumoto Eiko es una chica común" , One-shot publicado el 12 de julio del 2016).
-Minarai Witch (みならいウィッチ "bruja en entrenamiento", One-shot publicado el 12 de octubre del 2016).
-Neko no Ossan (ネコのオッサン , One-shot publicado el 2011).
-Ore no 100-wame!! (俺の100話目!! "¡mi episodio número 100!", 5 de enero al 6 de noviembre de 2015).
-Soredemo Ayumu wa Yosetekuru (それでも歩は寄せてくる "A pesar de todo, Ayumu se sigue acercando", 22 de abril de 2018 - 2023). 220 capitulos en el manga y una única temporada anime en 2023.
-STUDIO MEN, dojinshi publicado el 5 de mayo del 2015, junto con Daichi Matsuse.